# Barbados na Mistrzostwach Świata w Lekkoatletyce 2011
Barbados na Mistrzostwach Świata w Lekkoatletyce 2011 – reprezentacja Barbadosu podczas czempionatu w Daegu liczyła 4 zawodników.

## Występy reprezentantów Barbadosu

### Mężczyźni

#### Konkurencje biegowe
| Konkurencja                | Zawodnik        | Runda 1  | Runda 1 | Runda 2  | Runda 2 | Półfinał | Półfinał | Finał    | Finał   |
| Konkurencja                | Zawodnik        | Rezultat | Pozycja | Rezultat | Pozycja | Rezultat | Pozycja  | Rezultat | Pozycja |
| -------------------------- | --------------- | -------- | ------- | -------- | ------- | -------- | -------- | -------- | ------- |
| Bieg na 100 m              | Andrew Hinds    |          |         | 10,41    | 23 q    | 10,32    | 19       |          |         |
| Bieg na 100 m              | Ramon Gitten    |          |         | 10,42    | 24      |          |          |          |         |
| Bieg na 110 m przez płotki | Ryan Brathwaite |          |         | 13,57    | 18      |          |          |          |         |

### Kobiety

#### Konkurencje biegowe
| Konkurencja                | Zawodnik       | Runda 1  | Runda 1 | Runda 2  | Runda 2 | Półfinał | Półfinał | Finał    | Finał   |
| Konkurencja                | Zawodnik       | Rezultat | Pozycja | Rezultat | Pozycja | Rezultat | Pozycja  | Rezultat | Pozycja |
| -------------------------- | -------------- | -------- | ------- | -------- | ------- | -------- | -------- | -------- | ------- |
| Bieg na 100 m przez płotki | Kierre Beckles |          |         | 13,44    | 31      |          |          |          |         |